# Luzonsundet

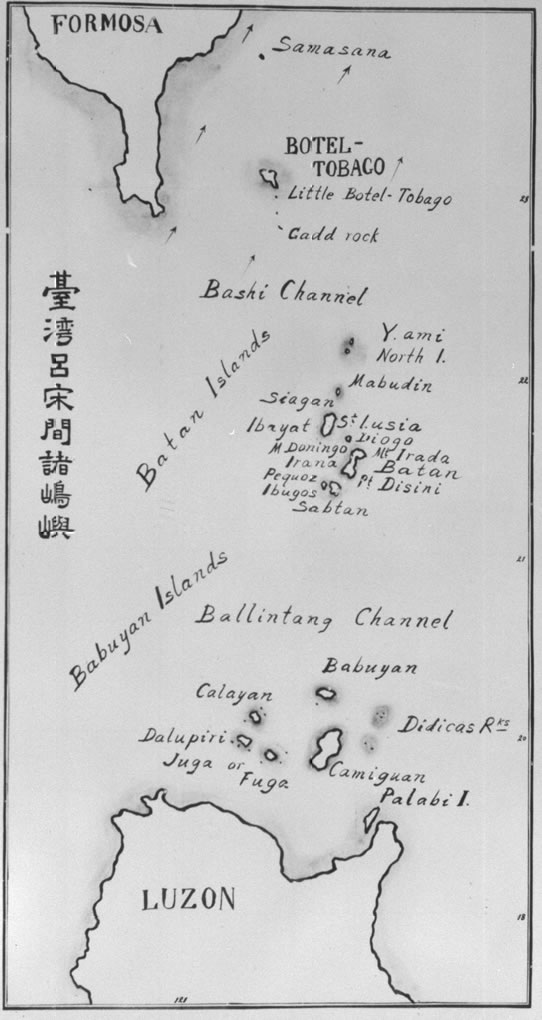
Karta över Luzonsundet.

Luzonsundet är ett sund mellan östaten Taiwan och den filippinska ön Luzon. Sundet förbinder därmed Filippinska sjön till Sydkinesiska havet i västra Stilla havet.
Sundet är omkring 250 km brett och omfattar ett antal öar grupperade i två grupper: Batanesöarna i provinsen Batanes och Babuyanöarna i provinsen Cagayan, båda i Filippinerna. Sundet är uppdelat i ett antal mindre kanaler. Babuyankanalen separerar Luzon från Babuyanöarna, som är skilda från Batanesöarna genom Balintangkanalen. Batanes separeras från Taiwan genom Bashikanalen.
Detta är ett viktigt sund för frakt och kommunikation. Många fartyg från Amerika använder denna rutt för att segla till viktiga östasiatiska hamnar. Många sjökablar passerar genom Luzonsundet. Dessa kablar ger viktiga data- och telefonitjänster till Kina, Hongkong, Taiwan, Japan och Sydkorea.

## Historia
Luzonsundet var en del av den japanska invasionsrutten i december 1941. Den 8 december (samma dag som attacken mot Pearl Harbor, på grund av datumlinjen) landsteg de på Batanes. Den 10 december ockuperade de Camiguinöarna i Babuyan (inte att förväxla med ön Camiguin strax norr om Mindanao) i en snart övergivet försök att etablera en sjöflygplansbas och landsteg samma dag på Aparri, Cagayan på Luzon.
Därefter jagade många amerikanska ubåtar japanska konvojer som passerade genom sundet på väg från Ostindien till Japan.